# Valgoides albolineatus
Valgoides albolineatus är en skalbaggsart som beskrevs av Waterhouse 1879. Valgoides albolineatus ingår i släktet Valgoides och familjen Cetoniidae. Inga underarter finns listade i Catalogue of Life.